# 2022-es MTV Europe Music Awards
A 2022-es MTV Europe Music Awards (röviden MTV EMA 2022) volt a huszonkilencedik MTV Europe Music Awards, melyet 2022. november 13-án rendeznek Düsseldorfban, a PSD Bank Dome-ban. Ez volt a hatodik alkalom, hogy Németország rendezte a díjátadót, viszont az első, hogy Düsseldorfban. Az műsorvezetők Rita Ora brit énekesnő és Taika Waititi új-zélandi filmrendező voltak.
Taylor Swift nyerte a legtöbb díjat a ceremónia során, összesen négyet. Harry Styles vezette a jelölések listáját hét jelöléssel, őt követte Swift hat jelöléssel, ezzel ő volt a legtöbb jelölést kapott női előadó.

## Helyszín

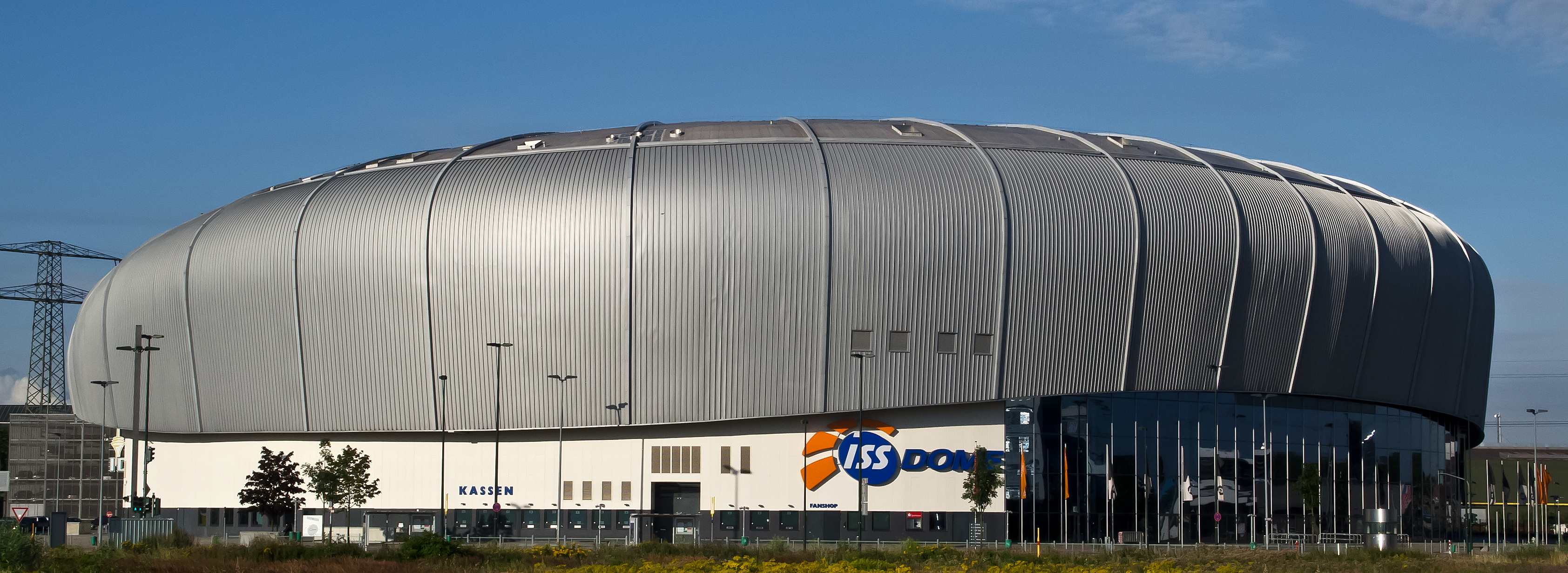
A díjátadó helyszíne, a PSD Bank Dome

2022. május 24-én vált hivatalossá, hogy Düsseldorfban rendezik meg a díjátadót. A pontos helyszín a 15 151 férőhelyes PSD Bank Dome volt.
A jegyek árusítását október 25-én kezdték meg.

## Fellépők
| Előadó(k)               | Dal(ok)                                                             |
| Előműsor                | Előműsor                                                            |
| ----------------------- | ------------------------------------------------------------------- |
| Armani White            | GOATED. BILLIE EILISH.                                              |
| Főműsor                 |                                                                     |
| David Guetta Bebe Rexha | I’m Good (Blue)                                                     |
| Muse                    | Will of the People                                                  |
| Ava Max                 | Million Dollar Baby                                                 |
| Gorillaz Thundercat     | Cracker Island (előre felvett produkció a Tonhalle Concert Hallban) |
| Stormzy                 | Firebabe                                                            |
| OneRepublic             | I Ain’t Worried                                                     |
| GAYLE                   | abcdefu                                                             |
| Lewis Capaldi           | Forget Me                                                           |
| Tate McRae              | She’s All I Wanna Be Uh Oh                                          |
| Kalush Orchestra        | Stefania                                                            |
| Spinall Äyanna Nasty C  | Power (Remember Who You Are)                                        |

## Díjátadók
- Rita Ora és Taika Waititi – a Legjobb pop és Legjobb dal kategória díját adták át
- Julian Lennon – a Legjobb hosszú formátumú videó kategória díját adta át
- Leomie Anderson és Leonie Hanne – a Legjobb rock kategória díját adták át
- Pos – a Legjobb új előadó kategória díját adta át
- Lauren Spencer-Smith és Sam Ryder – a Legjobb együttműködés kategória díját adták át
- David Hasselhoff – a Legjobb előadó kategória díját adta át
- Luis Gerardo Méndez és Miguel Ángel Silvestre – a Legjobb latin előadó kategória díját adták át

## Győztesek és jelöltek
A jelöltek névsorát 2022. október 12-én jelentették be, ugyanezen a napon indult el a szavazás is. A legtöbb jelöléssel Harry Styles rendelkezett, aki hét kategóriában lett jelölve. Őt követte Taylor Swift hat jelöléssel, így ő lett a legtöbbet jelölt női előadó. Nicki Minaj és Rosalía egyaránt öt-öt jelöléssel bírt, így Minaj lett a legtöbb jelölést kapott rapper. A legtöbb jelölést kapott együttes a Blackpink, amely az első K-pop előadó lett, akit a Legjobb videó díjra jelöltek. Ebben az évben két új kategóriát vezettek be a szervezők: a Legjobb hosszú formátumú videó és a Legjobb metaverse koncert, illetve újra átadták a Legjobb R&B és a Legjobb koncert díját.

A győztesek az első helyen szerepelnek és félkövérrel vannak jelölve.
| - Nicki Minaj – Super Freaky Girl - Bad Bunny és Chencho Corleone – Me Porto Bonito - Harry Styles – As It Was - Jack Harlow – First Class - Lizzo – About Damn Time - Rosalía – Despechá - Taylor Swift – All Too Well: The Short Film - Blackpink – Pink Venom - Doja Cat – Woman - Harry Styles – As It Was - Kendrick Lamar – The Heart Part 5 - Nicki Minaj – Super Freaky Girl - Taylor Swift - Adele - Beyoncé - Harry Styles - Nicki Minaj - Rosalía - David Guetta és Bebe Rexha – I’m Good (Blue) - Bad Bunny és Chencho Corleone – Me Porto Bonito - DJ Khaled, Drake és Lil Baby közreműködésével – Staying Alive - Megan Thee Stallion és Dua Lipa – Sweetest Pie - Post Malone, Doja Cat közreműködésével – I Like You (A Happier Song) - Shakira és Rauw Alejandro – Te Felicito - Tiësto és Ava Max – The Motto - Harry Styles - Coldplay - Ed Sheeran - Kendrick Lamar - Lady Gaga - The Weeknd - Taylor Swift - Billie Eilish - Doja Cat - Ed Sheeran - Harry Styles - Lizzo - Seventeen - Baby Keem - Dove Cameron - Gayle - Stephen Sanchez - Tems - Taylor Swift – All Too Well: The Short Film - Foo Fighters – Studio 666 - Taylor Hawkins Tribute Concert: Wembley Stadium, London - Rosalía – MOTOMAMI (ROSALÍA TikTok LIVE Performance) - Stormzy – Mel Made Me Do It - Sam Smith, Kim Petras közreműködésével – Unholy - Ed Sheeran, Lil Baby közreműködésével – 2step - Kendrick Lamar – The Heart Part 5 - Latto – Pussy - Lizzo – About Damn Time - Stromae – Fils de joie - Lisa - Blackpink - BTS - Itzy - Seventeen - TWICE | - Anitta - Bad Bunny - Becky G - J. Balvin - Rosalía - Shakira - Nicki Minaj - Drake - Future - Jack Harlow - Kendrick Lamar - Lil Baby - Megan Thee Stallion - David Guetta - Calvin Harris - DJ Snake - Marshmello - Swedish House Mafia - Tiësto - Muse - Foo Fighters - Måneskin - Red Hot Chili Peppers - Liam Gallagher - The Killers - Gorillaz - Imagine Dragons - Panic! At The Disco - Tame Impala - Twenty One Pilots - Yungblud - Chlöe - H.E.R. - Khalid - Giveon - Summer Walker - SZA - BTS - Blackpink - Harry Styles - Lady Gaga - Nicki Minaj - Taylor Swift - Seventeen - Nessa Barrett - Mae Muller - Gayle - Shenseea - Omar Apollo - Wet Leg - Muni Long - Doechii - Saucy Santana - Stephen Sanchez - Jvke - Blackpink – Blackpink x PUBG Mobile 2022 In-Game Concert: [THE VIRTUAL] - BTS – ’Butter’ & ’Permission To Dance’ Minecraft Concert! - Charli XCX – Samsung Superstar Galaxy Concert Charli XCX – Roblox - Justin Bieber – Wave Presents: Justin Bieber – An Interactive Virtual Experience - Twenty One Pilots – Roblox presents Twenty One Pilots Concert Experience |

## Regionális jelöltek

### Európa
| Legjobb brit és ír előadó                                 | Legjobb észak-európai előadó                                                                                 | Legjobb francia előadó                                             |
| --------------------------------------------------------- | --- | ------------------------------------------------------------------ |
| - Harry Styles - Adele - Cat Burns - Dave - Lewis Capaldi | - Sigrid (Norvégia) - Kygo (Norvégia) - MØ (Dánia) - Swedish House Mafia (Svédország) - Tove Lo (Svédország) | - Amir - Aya Nakamura - Orelsan - Soolking - Tayc                  |
| Legjobb holland előadó                                    | Legjobb izraeli előadó                                                                                       | Legjobb lengyel előadó                                             |
| - Goldband - Antoon - Frenna - Rondé - Yade Lauren        | - Noa Kirel - Anna Zak - Mergui - Nunu - Shahar Saul                                                         | - Ralph Kaminski - Julia Wieniawa - Margaret - Mata - Young Leosia |
| Legjobb magyar előadó                                     | Legjobb német előadó                                                                                         | Legjobb olasz előadó                                               |
| - Carson Coma - Beton.Hofi - Дeva - Elefánt - Krúbi       | - badmómzjay - Giant Rooks - Nina Chuba - Leony - Kontra K                                                   | - Pinguini Tattici Nucleari - Blanco - Elodie - Måneskin - Ariete  |
| Legjobb portugál előadó                                   | Legjobb spanyol előadó                                                                                       | Legjobb svájci előadó                                              |
| - Bárbara Bandeira - Ivandro - Julinho KSD - Syro - T-Rex | - Bad Gyal - Dani Fernández - Fito & Fitipaldis - Quevedo - Rosalía                                          | - Loredana - Patent Ochsner - Marius Bear - Faber - Priya Ragu     |

### Afrika
| Legjobb afrikai előadó |
| --- |
| - Burna Boy (Nigéria) - Ayra Starr (Nigéria) - Black Sherif (Ghána) - Musa Keys (Dél-Afrika) - Tems (Nigéria) - Zuchu (Tanzánia) |

### Ázsia
| Legjobb ázsiai előadó | Legjobb indiai előadó                                        |                                                              |
| --- | ------------------------------------------------------------ | ------------------------------------------------------------ |
| - Tomorrow X Together (Dél-Korea) - Niki (Indonézia) - Maymay Entrata (Fülöp-szigetek) - SILVY (Thaiföld) - The Rampage from Exile Tribe (Japán) | - Armaan Malik - Badshah - Zephyrtone - Gurbax - Raja Kumari | - Armaan Malik - Badshah - Zephyrtone - Gurbax - Raja Kumari |

### Ausztrália és Új-Zéland
| Legjobb ausztrál előadó                                     | Legjobb új-zélandi előadó                   |
| ----------------------------------------------------------- | ------------------------------------------- |
| - G Flip - Genesis Owusu - Ruel - The Kid Laroi - Vance Joy | - Lorde - Benee - Coterie - L.A.B. - Shouse |

### Amerika
| Legjobb brazil előadó                                                       | Legjobb közép-latin-amerikai előadó                                    |
| --------------------------------------------------------------------------- | ---------------------------------------------------------------------- |
| - Manu Gavassi - Anitta - Gloria Groove - L7NNON - Xamã                     | - Danny Ocean - Karol G - Feid - Manuel Turizo - Camilo                |
| Legjobb karibi előadó                                                       | Legjobb kanadai előadó                                                 |
| - Bad Bunny - Natti Natasha - Daddy Yankee - Myke Towers - Rauw Alejandro   | - Johnny Orlando - Avril Lavigne - Drake - Tate McRae - The Weeknd     |
| Legjobb dél-latin-amerikai előadó                                           | Legjobb észak-latin-amerikai előadó                                    |
| - Tini - Bizarrap - Duki - María Becerra - Tiago PZK                        | - Kenia Os - Danna Paola - Kevin Kaarl - Santa Fe Klan - Natanael Cano |
| Legjobb előadó az Egyesült Államokból                                       |                                                                        |
| - Billie Eilish - Doja Cat - Jack Harlow - Lil Nas X - Lizzo - Taylor Swift |                                                                        |

## Lásd még
- MTV Europe Music Awards
- MTV Video Music Awards